# Nakajima G8N Renzan
Nakajima G8N Renzan (連山, Renzan) – japoński ciężki czterosilnikowy samolot bombowo-torpedowy z końcowego okresu II wojny światowej, skonstruowany w wytwórni Nakajima, który pozostał w stadium prototypu. Przeznaczony był dla lotnictwa marynarki wojennej. Zbudowano cztery egzemplarze w latach 1944–45, produkcji seryjnej nie podjęto z uwagi na klęskę Japonii w wojnie. W długim systemie nosił pełne oznaczenie: samolot bombowo-torpedowy bazowania lądowego Typ 18 (一八試陸上攻撃機, 18-shi rikujō kōgekiki, w skrócie 18-shi rikkō). W nomenklaturze amerykańskiej oznaczony kodem Rita.

## Historia

### Projektowanie
W końcu 1942 roku, gdy losy wojny na Pacyfiku zaczęły przybierać niepomyślny dla Japończyków obrót, główne biuro lotnictwa Cesarskiej Japońskiej Marynarki Wojennej (Kaigun Kōkū Honbu) postanowiło o rozpoczęciu prac nad planowanym już wcześniej samolotem bombowym bardzo dalekiego zasięgu, który operując z baz lądowych mógłby wspierać działania floty i wykonywać loty z głęboką penetracją terytorium opanowanego przez przeciwnika oraz bombardowanie jego baz i składów. Nowy samolot powinien był mieć większy zasięg od podstawowych ówczesnych bombowców marynarki Mitsubishi G4M, umożliwiający sięganie aż do Australii lub na Nowe Hebrydy, względnie umożliwiający operowanie z dalej położonych baz, niezagrożonych przez aliantów, w odróżnieniu od głównej wysuniętej bazy w Rabaulu na Nowej Brytanii. W tym czasie sztab marynarki wojennej analizował przedstawione mu projektowe osiągi bombowców Mitsubishi G7M i Kawanishi K-100, które były samolotami dwusilnikowymi, mającymi zastąpić bombowce G4M, lecz ostatecznie nie zostały one zbudowane. W tym okresie Amerykanie używali na Pacyfiku dwóch typów bombowców dalekiego zasięgu: Boeing B-17 Flying Fortress i Consolidated B-24 Liberator. Obydwa były czterosilnikowe, co nie pozostało bez wpływu na decyzję sztabu Japońskiej Marynarki Wojennej, który odrzucił projekty dwusilnikowych samolotów. Konieczność zabierania dużego zapasu paliwa wymusiła większe gabaryty i układ czterosilnikowy.
W grudniu 1942 roku lotnictwo marynarki wojennej zwróciło się z propozycją opracowania „wielkiego bombowca torpedowego” (ōgata rikujō kōgekkiki) do wytwórni Nakajima, która już zebrała pewne doświadczenie na tym polu, projektując czterosilnikowy bombowiec G5N, mimo że ostatecznie okazał się nieudany. Podjęto tam od razu prace nad samolotem o kryptonimie N-40, którymi kierował inż. Ken’ichi Matsumura. Zaprojektowano jednopłat o dużej rozpiętości skrzydeł i cienkim profilu. Samolot miał mieć całkowicie metalową konstrukcję, a jedynie stery miały być pokryte tkaniną. Aby zagwarantować szybką i efektywną produkcję seryjną, konstrukcja samolotu była prosta. Wśród jego założeń było wykorzystanie maksymalnej liczby już istniejących podzespołów, rygorystyczne utrzymanie założonej masy konstrukcji i staranne opracowanie projektu jeszcze przed budową prototypu. 5 marca 1943 roku przedstawiciele marynarki przedyskutowali z konstruktorami założenia projektowe, 12 maja została oceniona drewniana makieta przedniej części, a w czerwcu całego samolotu. Przez kolejne pół roku wprowadzano zmiany w projekcie.
Dopiero 14 września 1943 roku oficjalnie zlecono wytwórni Nakajima budowę samolotu i wydano specyfikację na samolot bombowo-torpedowy bazowania lądowego Typ 18 (18-shi rikujō kōgekkiki, w skrócie 18-shi rikkō), która określała osiągi, jakie miał spełniać. Wymagano, aby nowa maszyna była zdolna osiągać prędkość 590 km/h i wznosić się na wysokość 8000 metrów w czasie 20 minut, zasięg z pełnym ładunkiem 4000 kg bomb miał być nie mniejszy niż 3700 km, a zasięg maksymalny 7408 km. Uzbrojenie strzeleckie miało zapewnić ochronę przed atakami myśliwców ze wszystkich kierunków bez martwych pól ostrzału. Układ stanowisk strzeleckich został wzorowany na przebadanej amerykańskiej zdobycznej „latającej fortecy” B-17E.

### Prototypy
Prace nad bombowcem były prowadzone w ścisłej tajemnicy w należących do firmy zakładach w Koizumi. Samolot otrzymał oficjalne oznaczenie w krótkim systemie: G8N1, a w połowie 1944 roku nadano mu nazwę Renzan (z jap. „pasmo górskie”).
Pierwszy prototyp samolotu G8N1 wystartował do lotu 23 października 1944 roku i został przekazany lotnictwu Marynarki 25 grudnia tego roku. Poza problemami z turbosprężarkami samolot był podczas prób stateczny i dobrze reagował na stery. Kolejne trzy prototypy ukończono 29 grudnia 1944 roku oraz w marcu i czerwcu 1945 roku. Planowano, że produkcja seryjna rozpocznie się w kwietniu 1945 roku, a do końca września tego roku gotowa będzie seria 32 samolotów, oprócz 6 prototypów i 10 samolotów próbnych. Miały one tworzyć jedną grupę powietrzną (kōkūtai), która gotowość miała uzyskać na przełomie 1945/1946 roku. 12 kwietnia 1945 roku oblatany został drugi prototyp, a w czerwcu trzeci.
Program prób przebiegał dość gładko, nie licząc powtarzających się problemów z turbosprężarkami oraz bombardowań prowadzonych przez Amerykanów. Podczas nalotów lotniczych zniszczeniu uległ trzeci prototyp Renzana zbombardowany w Koizumi przez samoloty amerykańskie, a dwa pierwsze prototypy zostały w sierpniu uszkodzone w bazie Misawa. Braki surowców strategicznych, głównie aluminium, w końcowej fazie wojny uniemożliwiły uruchomienie produkcji seryjnej maszyny, zwłaszcza że jej planowane wykorzystanie utraciło sens, i 22 czerwca 1945 roku program anulowano. W tym czasie w budowie były cztery dalsze prototypy. Jeszcze przed podjęciem decyzji o zaniechaniu produkcji opracowano projekt wykorzystania samolotu jako nosiciela bomby latającej pilotowanej przez kamikaze – Yokosuka MXY7, w związku z czym powstał projekt wersji G8N2 Renzan kai napędzanej 4 silnikami Mitsubishi MK9A o mocy 2200 KM. Nie podjęto jednak jej budowy. Projektowano następnie wersję G8N3 Renzan kai z takimi silnikami i elementami konstrukcji z mniej deficytowej stali, lecz prac projektowych nie ukończono przed anulowaniem programu.

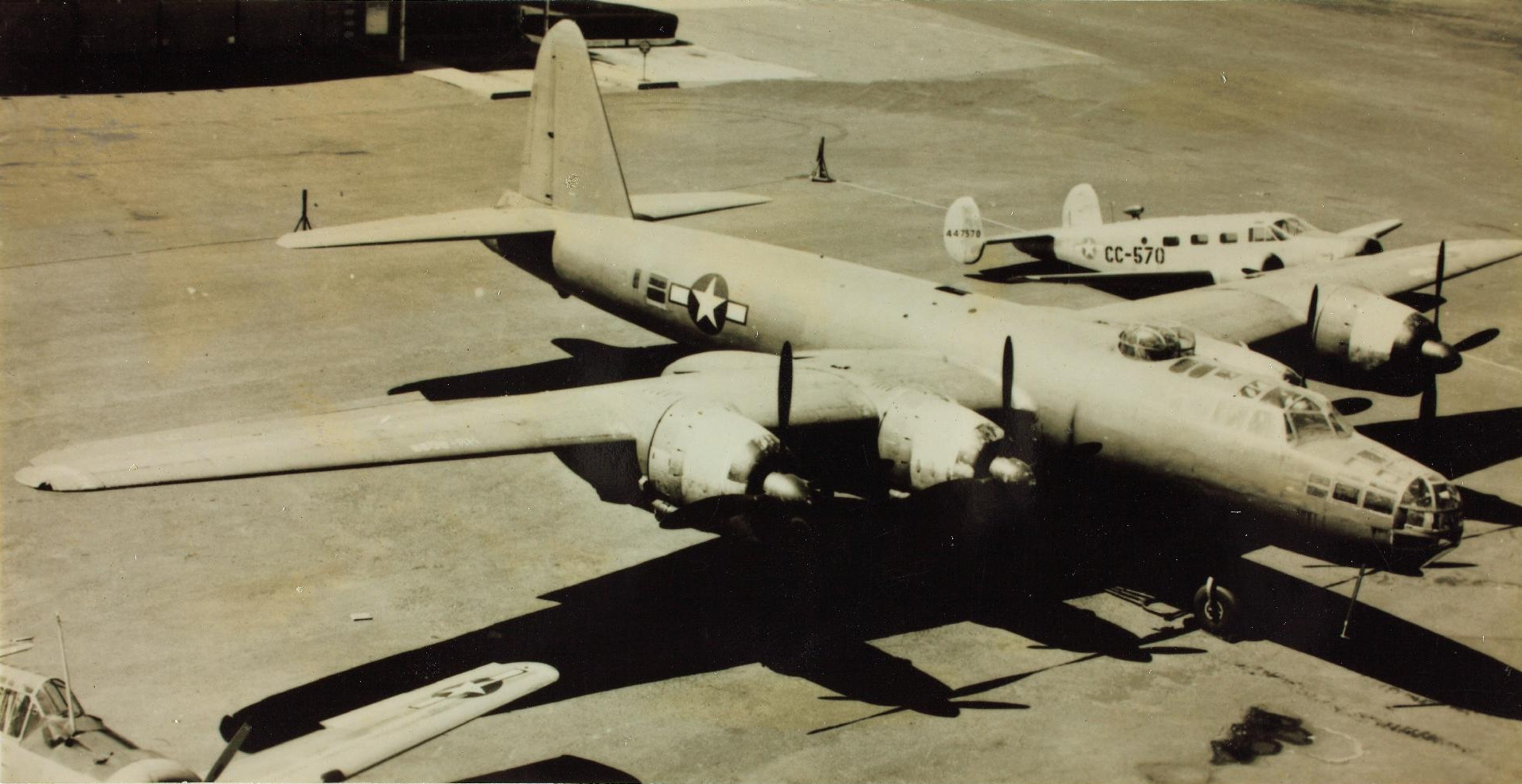
Czwarty prototyp G8N zdobyty przez Amerykanów, w Newark, 1946 r.

Ocalały czwarty prototyp Renzan został zdobyty przez Amerykanów, doprowadzony do sprawności przy użyciu części z dwóch pierwszych prototypów, i 7 grudnia 1945 roku przetransportowany lotem z Koizumi do Oppama, co stanowiło zarazem jego pierwszy lot. Został następnie przetransportowany na pokładzie lotniskowca eskortowego USS „Bogue” do Stanów Zjednoczonych. Odbył tam 23 czerwca 1946 roku lot z Newark do bazy Patterson Field koło Dayton i jeszcze jeden lot próbny, z amerykańskimi znakami, po czym został odstawiony w bazie Patterson Field. Planowano zachowanie go w organizowanym tam muzeum, lecz podczas wojny koreańskiej został złomowany, żeby zwolnić miejsce w bazie.
Na podstawie niepełnych testów, przy braku możliwości osiągnięcia pełnej mocy trzech silników, uznano, że G8N1 jest ogólnie porównywalny z amerykańskimi bombowcami ciężkimi B-17 i B-24, lecz ustępuje pod względem osiągów, udźwigu bomb i zaawansowania technicznego B-29 Superfortress. Należy zauważyć, że od dwóch pierwszych bombowców G8N1 miał znacznie większą prędkość maksymalną. G8N1 nie miał być jednak bombowcem strategicznym według alianckiej doktryny (służącym do ataków na ośrodki przemysłowe i administracyjne na zapleczu przeciwnika), a bombowcem morskim, do atakowania celów lądowych i nawodnych, także przy użyciu torped. Zastosowanie czterech silników i wielkość samolotu były pochodnymi wymagań taktyczno-technicznych, dotyczących udźwigu i zasięgu.

## Konstrukcja

### Płatowiec

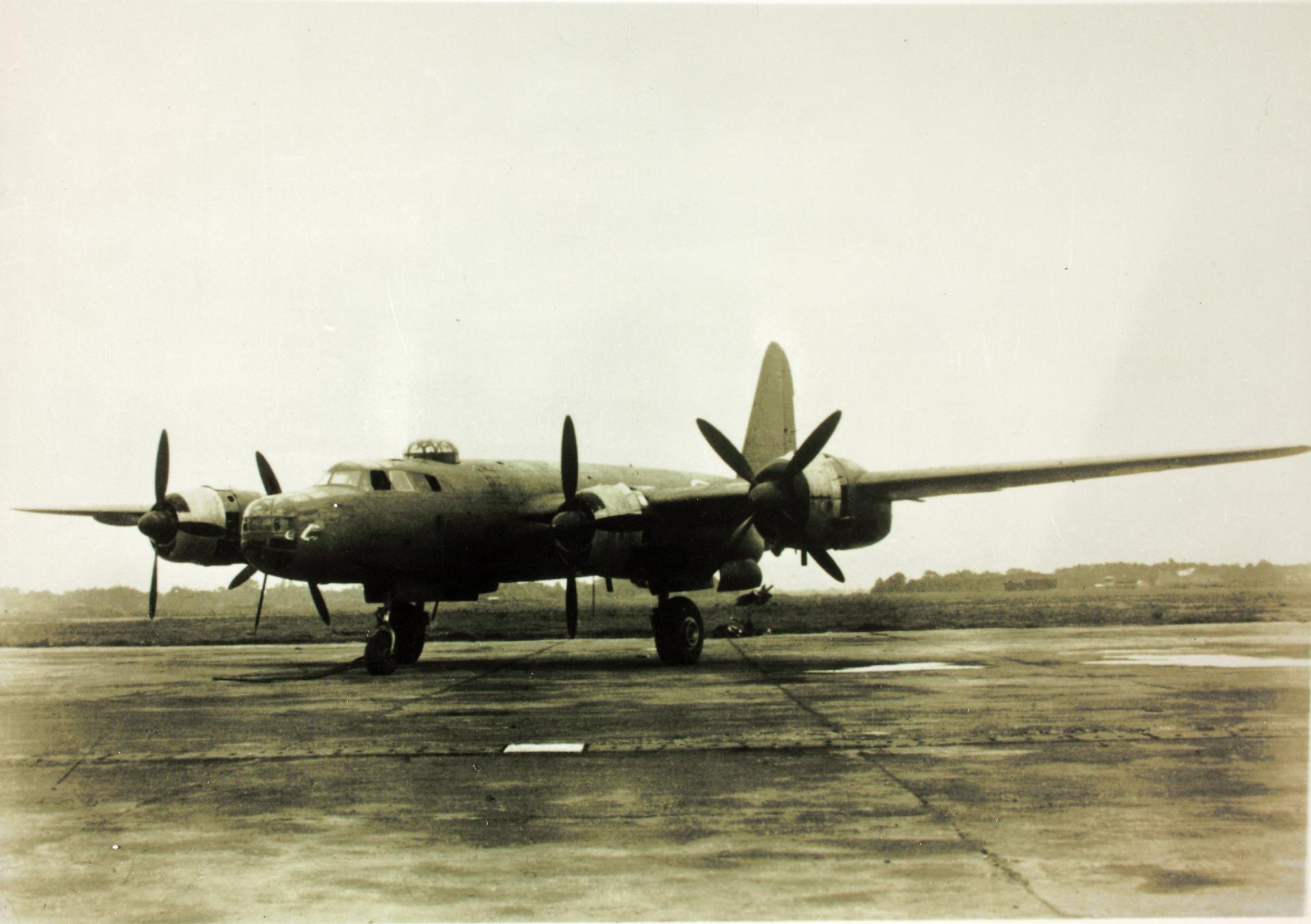
Czwarty prototyp G8N zdobyty przez Amerykanów

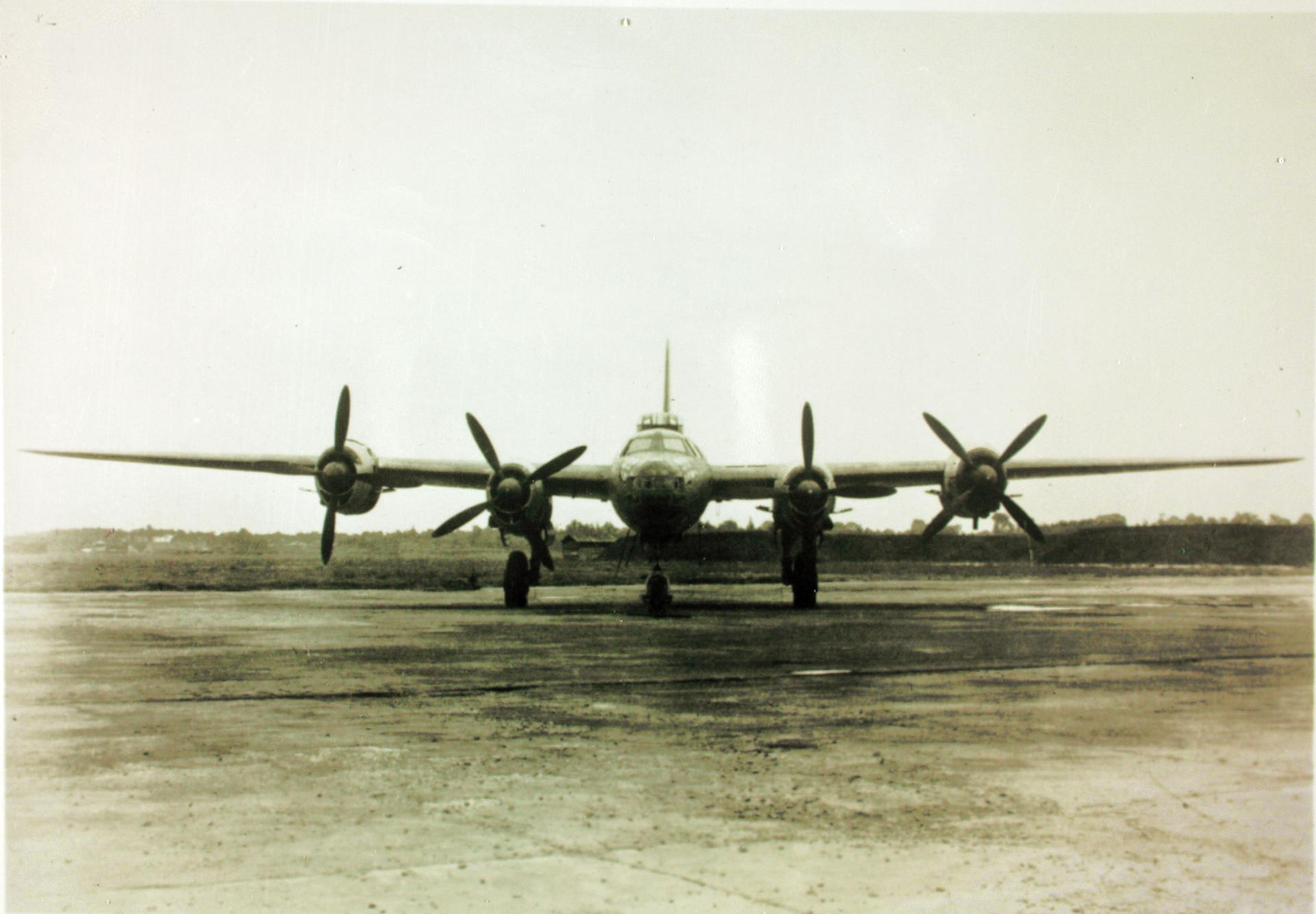
Czwarty prototyp G8N zdobyty przez Amerykanów

Całkowicie metalowy średniopłat o konstrukcji półskorupowej. Pokrycie metalowe z wyjątkiem powierzchni sterowych pokrytych płótnem. Kadłub miał przekrój okrągły, o szerokości do 2500 mm. W przedniej części mieściło się stanowisko strzeleckie w nosie, kabina załogi i górna wieżyczka, w środkowej części komora bombowa o długości 4500 mm, a dalej dolna wieżyczka i boczne stanowiska strzeleckie. Komora bombowa umieszczona była pod dźwigarami skrzydeł, a nad nimi było wąskie przejście do tyłu kadłuba. W tylnej części kadłuba przymocowane było usterzenie i na końcu kadłuba znajdowała się wieżyczka ogonowa. Załoga składała się z 7 osób: dowódcy, dwóch pilotów, radiotelegrafisty i mechanika (siedzących w głównej kabinie), obserwatora/bombardiera/nawigatora siedzącego w nocie kadłuba oraz tylnego strzelca w wieżyczce ogonowej. W razie odpierania ataków lotnictwa wszyscy członkowie załogi oprócz pilotów obsługiwali uzbrojenie. Kabiny nie były ciśnieniowe, oszklenie było ze szkła hartowanego.
Dla uzyskania wysokiej prędkości przy dużym zasięgu skrzydła miały stosunkowo niewielką powierzchnię 112 m² i duże wydłużenie 9,45, powodujące wysokie obciążenie powierzchni, a także profil laminarny, o maksymalnej grubości w 36% cięciwy. Były one dwudźwigarowe, proste, o wzniosie 4°, o dużym i trapezowym obrysie, z zaokrąglonymi końcówkami. U nasady cięciwa wynosiła 5409 mm (grubość względna 16,08), na końcówkach 1518 mm (grubość względna 10,6%). Skrzydła były wyposażone w lotki i skuteczne dwusegmentowe klapy szczelinowe, rozdzielone gondolami wewnętrznej pary silników. Podwozie trójpodporowe z kołem przednim chowanym do kadłuba (rozmiar 850 × 340 mm) i kołami głównymi chowanymi do gondol wewnętrznych silników (rozmiar 1450 × 500 mm).

### Napęd i zbiorniki paliwa
Zespół napędowy tworzyły cztery 18-cylindrowe silniki w układzie potrójnej gwiazdy Nakajima Homare 24 NK9K-L o mocy startowej każdej jednostki wynoszącej po 2000 KM i 1850 KM na wysokości 8000 metrów. Silniki napędzały czterołopatowe śmigła o regulowanym skoku i średnicy 4 m oraz wentylatory chłodzące. Silniki były wyposażone w jednostopniowe dwubiegowe sprężarki mechaniczne oraz turbosprężarki Hitachi typ 92 zwiększające sprawność silników i umożliwiające loty na dużej wysokości. Silniki był też wyposażone w instalację wtrysku metanolu dla krótkotrwałego zwiększenia mocy.
Zbiorniki paliwa o pojemności 13 400 l posiadały okładzinę samouszczelniającą i mieściły się w kadłubie nad komorą bombową (cztery) i w skrzydłach (sześć). W komorze bombowej można było umieścić dodatkowe zbiorniki paliwa o pojemności 700 l (dla misji bombowych ze zmniejszonym ładunkiem) lub 3000 l (dla misji rozpoznawczych). Zasięg wynosił 3704 km z pełnym ładunkiem 4000 kg bomb, 6482 km z dodatkowymi zbiornikami i ładunkiem 1000 kg bomb oraz 7464 km dla misji rozpoznawczych.

### Uzbrojenie
Zestaw uzbrojenia obronnego obejmował trzy wieżyczki strzeleckie na ogonie, pod kadłubem i na grzbiecie, każda wyposażona w dwa działka Typ 99 Wzór 2 kalibru 20 mm, oraz dziobowe stanowisko strzeleckie z dwoma karabinami maszynowymi Typ 2 Model 1 kalibru 13 mm. Po bokach kadłuba za skrzydłami znajdowały się dwa dodatkowe stanowiska strzeleckie z pojedynczymi karabinami Typ 2 Model 1 kalibru 13 mm obsługiwanymi ręcznie. Zapas amunicji wynosił po 300 nabojów na lufę w wieżyczce grzbietowej i ogonowej i stanowiskach bocznych i po 200 w wieżyczce dolnej i stanowisku nosowym.
Ładunek bombowy w misjach dalekiego zasięgu wynosił 1000 kg (4 bomby po 250 kg), maksymalny ładunek wynosił do 4000 kg bomb (np. 8 bomb po 250 kg, 3 bomby po 800 kg, 2 bomby po 1500 kg lub 2000 kg). Uzbrojenie mogły stanowić również dwie torpedy lotnicze kalibru 450 mm Typ 91 lub Typ 4 Wzór 1.